# Bhaktiwedanta Swami Prabhupada

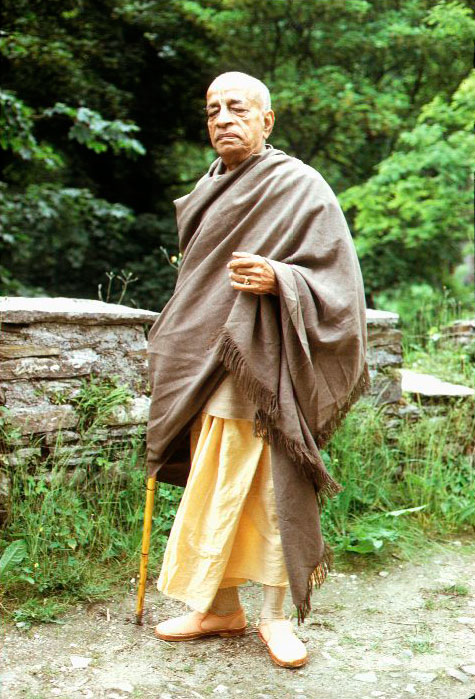

Abhaj Ćaranarawinda Bhaktiwedanta Swami Prabhupada (sanskryt: अभयचरणारविन्द भक्तिवेदान्त स्वामीप्रभुपाद, trl. abhaya-caraṇāravinda bhakti-vedānta svāmī prabhupāda, beng. অভয়চরনাবিন্দ ভক্তিবেদান্ত স্বামীপ্রভুপাদ, ang. Abhay Charanaravinda Bhaktivedanta Swami Prabhupada) (ur. 1 września 1896, zm. 14 listopada 1977) – założyciel i aćarja Międzynarodowego Towarzystwa Świadomości Kryszny, pierwszej grupy wisznuickiej, której udało się działać (zdobywać wyznawców, zakładać ośrodki itp.) na szeroką skalę na Zachodzie.

## Życiorys
Urodzony jako Abhay Charan De, w Kolkacie (Bengal Zachodni). Do czasu ślubu wanaprastha w 1950 roku żył z żoną i dziećmi prowadząc niewielką przedsiębiorstwo farmaceutyczne.
Podczas pierwszego spotkania ze swoim mistrzem duchowym w 1922, Bhaktisiddhantą Sarasvatim Thakurem, został poproszony o głoszenie wiedzy wedyjskiej w języku angielskim. W roku 1933 został formalnie przyjęty na ucznia. W roku 1944, bez żadnego wsparcia rozpoczął wydawać Back to the Godhead – dwutygodnik o wisznuickiej tematyce, pracując przy nim jako publicysta, edytor i drukarz.
W 1947 roku Gaudiya Vaisnava Society (Towarzystwo Gaudija Wisznuizmu) nadało mu tytuł Bhaktiwedanta (sankr. ten, który posiadł oddanie i wiedzę). Od 1950 roku mieszkał w średniowiecznej świątyni Radha-Damodara w świętym mieście hinduizmu – Vrindavanie. W 1959 roku przyjął ślub sannjasy. W tym czasie opublikował trzy tomy (18 000 wersetów) Śrimad Bhagawatam wraz z komentarzami.

## Misja na Zachodzie
Następnie opuścił Indie, by wypełnić wolę swojego mistrza duchowego.
W lipcu 1966 przybył do Nowego Jorku i zakładając Międzynarodowe Towarzystwo Świadomości Kryszny (ang. skrót: ISKCON) rozpoczął działalność misyjną.
Pierwszych wyznawców znalazł wśród hippisów, ale już kilka lat później do jego zwolenników należeli ludzie ze wszystkich grup społecznych. Do czasu śmierci, 11 lat później we Vrindavanie w Indiach, ISKCON stał się szeroko znaną gałęzią hinduizmu na Zachodzie.
W ciągu 11 lat swojej działalności od przybycia do Nowego Jorku Bhaktivedanta Swami:
- doprowadził do rozwoju zachodniej społeczności wisznuickiej wyrażającej się liczbą ponad 100 szkół, świątyń, instytutów, społeczności wiejskich i aśramów;
- napisał 60 książek na temat wedyjskiej filozofii, religii, literatury i kultury;
- założył i zarządzał Bhaktivedanta Book Trust, największym na świecie wydawnictwem publikującym wedyjską i indyjską literaturę religijną;
- przedstawił bhaktijogę ludziom Zachodu;
- zapoczątkował wedyjski system edukacji (gurukula) na Zachodzie;
- podróżując z wykładami po sześciu kontynentach 14 razy okrążył Ziemię.

## Dzieła
- Doskonałe pytania doskonałe odpowiedzi
- Kryszna
- Nauki Królowej Kunti
- Nektar Instrukcji
- Nektar Oddania
- Poza narodzinami i śmiercią
- Prawda i piękno
- W obliczu śmierci
- W stronę samopoznania
- Wzniesienie się do świadomości Kryszny
- Złoty Avatar
- Źródłem życia jest życie
- Źródło wiecznej przyjemności T. 1 i 2

## Tłumaczenia
Tłumaczenia klasycznych pism wisznuickich z sanskrytu i bengali na angielski wraz z komentarzami:
- Bhagawad Gita
- Ćajtanja Ćaritamrita
- Śri Iśopanisad
- Śrimad Bhagavatam
- Srila Prabhupada Lilamrita – Satswarupa dasa Goswami

## Literatura przedmiotu
Satswarupa dasa Goswami jest autorem pełnej biografii Śrila Bhaktiwedanta Swami Prabhupada zatytułowanej Śrila Prabhupad-lilamrta oraz jej skróconej wersji, Prabhupad.